# Лишак, Хильда
Хи́льда Ли́шак, полное имя — Хильда Кейт Лишак (англ. Hilde Kate Lysiak; род. 2 ноября 2006, Бруклин, Нью-Йорк, США) — американская журналистка, с 2015 года издательница газеты The Orange Street News в городе Селинсгроув в штате Пенсильвания. Вскоре газету дополнили интернет-блог (позже превратившийся в новостной сайт), страница на Facebook и канал на YouTube. С 2016 года The Orange Street News стала освещать криминальные события в городе. После публикаций о распространении наркотиков в местной школе юная журналистка получала угрозы, а репортаж об убийстве настроил против неё общественное мнение Селинсгроува. В связи с исполнением профессиональных обязанностей у девочки возникали конфликты с представителями правоохранительных органов и местной власти.
Хильда Лишак стала самым молодым членом Общества профессиональных журналистов США. С 2016 по 2019 год Лишак получила престижные национальные награды за вклад в журналистику. В мае 2019 года юной журналистке была предоставлена честь выступить с 13-минутной речью перед выпускниками и преподавателями престижного Колледжа средств массовой информации Рида университета Западной Виргинии. В 2020 году кинокритик российского общественно-политического интернет-издания Газета.Ru сравнивал Хильду Лишак с Билли Айлиш и Гретой Тунберг.
Лишак (в соавторстве с отцом) написала шесть книг, в основу которых легли реальные события её журналистских расследований. В 2020 году на экраны вышел первый сезон сериала «Домой до темноты» («Вернуться засветло»), который создан по мотивам книг Лишак. Работа над вторым сезоном была приостановлена в связи с пандемией COVID-19 и возобновилась в сентябре 2020 года. В июне 2021 года второй сезон вышел на экраны. В центре его сюжета оказались экологические проблемы провинциального американского городка и борьба юных героев против могущественной корпорации, ставшей их виновницей. Создатели сериала затронули также проблему отношения подчинённых к афроамериканке, наделённой властными полномочиями, в местности с традициями белого расизма.
В 2020 году Хильда Лишак приняла решение прекратить издание газеты The Orange Street News. Девочку тяготило, что окружающие воспринимают её исключительно как юную журналистку. У Лишак началась депрессия. Самым большим разочарованием, по её словам, были истории, в которых она так и не смогла найти разгадку, или для которых ей не удалось собрать достаточно подтверждённой информации с целью публикации, хотя она была убеждена в их правдивости. В интервью она говорила: «Это то, что грызло меня и тогда, и сейчас». Юная журналистка тяжело переживала отрицательные отклики на свои репортажи. «Наше самовосприятие, то, как мы воспринимаем себя, может формироваться окружающими, если мы не верим в себя», — утверждала Лишак. Средства массовой информации создали образ вундеркинда с идеальной жизнью. Но реальность была совсем другой. Лишак утверждала: «я чувствовала, что что-то возникает во мне. Что-то незнакомое и тёмное». Внешне это проявлялось «в трудностях с контролем пищевых привычек», в депрессии и ощущении своей изоляции от окружающих.

## Биография

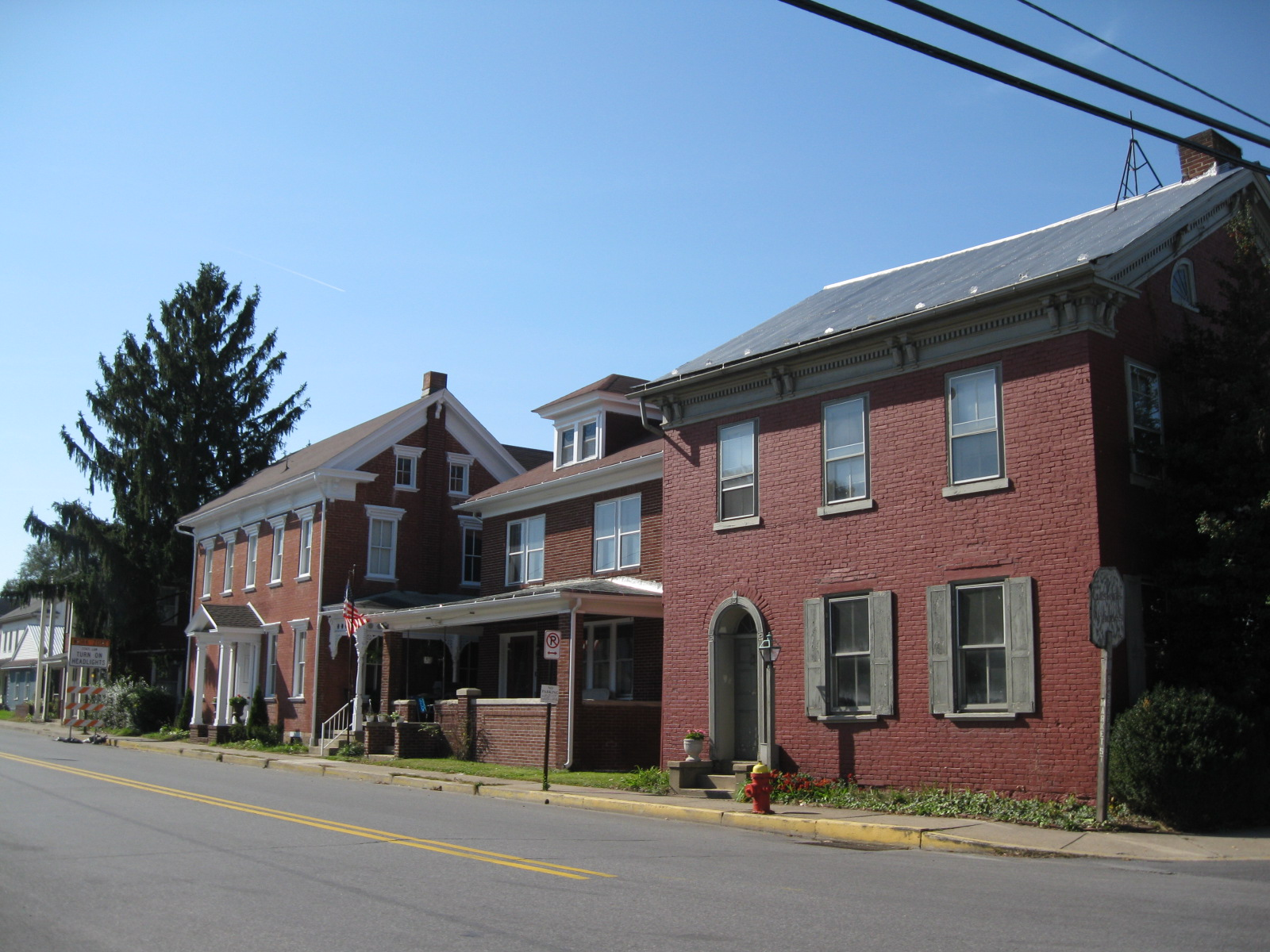
Селинсгроув в настоящее время

Хильда Кейт Лишак родилась 2 ноября 2006 года в боро Бруклин в Нью-Йорке. Её родители — Мэттью и Бриджит Лишак. По состоянию на начало 2020 года у неё было три сестры (старшая — Изабель, младшие — Джульетт и Джорджия). В Нью-Йорке мать девочки трудилась писателем-фрилансером, а отец работал на постоянной основе в ежедневной газете New York Daily News и часто брал девочку с собой в редакцию, а затем и в поездки по стране по заданию редакции. На вопрос, что она помнит с того времени, Лишак обычно упоминала погоню за дикой индейкой и посещение рождественской ёлки в Пенсильвании. Отец же рассказывает, что они провели месяц во Флориде после того, как Джордж Циммерман застрелил 17-летнего афроамериканца Трейвона Мартина, и побывали в Южной Каролине после массового убийства в церкви Чарльстона. Мэттью Лишак разочаровался в журналистике, и родители решили покинуть Нью-Йорк. Сам он говорил об этом: «Когда я дорвался до работы, у меня было ощущение, что я занимаюсь настоящей журналистикой раз в неделю, и этого мне было достаточно. Ближе к концу это было уже несколько раз в год, если мне везло… Со временем я начал презирать журналистику». Такую ситуацию он связывал с резким падением тиража своей газеты и усиления давления на журналистику. Предлогом для ухода из неё стало получение заказа на книгу по мотивам репортажей Мэттью о массовом убийстве в начальной школе «Сэнди-Хук». К тому же репортёрская деятельность надолго отрывала его от заботы о растущей семье.

### Основание семейной газеты
В 2014 году семья Хильды Лишак переехала в городок Селинсгроув в штате Пенсильвания. Лишаки стали издавать рукописную семейную газету The Orange Street News, названную в честь улицы, на которой они жили, её дополнили интернет-блог, страница на Facebook и канал YouTube. Первым опубликованным материалом стала написанная семилетней Лишак короткая заметка о рождении сестры Джульетт (впоследствии Лишак утверждала, что не считает свой первый журналистский опыт удачным). Вскоре блог превратился в новостной сайт, издателем которого считалась Лишак. Новости Лишак получала в полицейском участке, городской администрации, а также в беседах с горожанами. Американское утреннее ежедневное телешоу Today на канале NBC уже в это время дважды показало своим зрителям передачи о юной провинциальной журналистке.
На сентябрь 2015 года двести экземпляров каждого выпуска The Orange Street News распространялись по городу в местных магазинах, в том числе в кафе, где Хильда Лишак появлялась регулярно, чтобы, сидя на корточках, перекусить поджаренным бейглом и беконом. Девочка стала взимать 1 доллар за годовую подписку на свою газету, когда набралось несколько десятков подписчиков. Более 40 человек платили от 1 до 2 долларов в год за то, чтобы Лишак лично доставляла The Orange Street News к их дверям. Девочка планировала увеличить тираж, чтобы начать продавать рекламу. Член совета директоров местного бассейна рассказал отцу девочки, что на собрании совета рассматривалась идея разместить рекламу в газете The Orange Street News. Члены правления читали газету, но не все из них знали, что её издаёт ребёнок.
Газета постепенно стала приобретать профессиональный характер (уже в 2016 году это был полноцветный четырёхстраничный дайджест на листах размером 11 на 17 дюймов). Соглашение с отцом предусматривало, что Лишак будет отвечать за все сюжеты, создание статей, репортажи и фотографии. Мэттью был редактором газеты, занимался набором текста, вёрсткой и печатью. Лишак помогала также её старшая сестра Изабель, которая работала её видеооператором, редактировала фотографии и видео. Изабель не ограничивалась семейной газетой и писала статьи ещё и для детской колонки газеты The Daily Item, издававшейся в городе поблизости (колонка носила название «Спроси Иззи», в газете она получала те же 25 долларов в неделю, что впоследствии ей будет платить и младшая сестра).

### Получение широкой известности

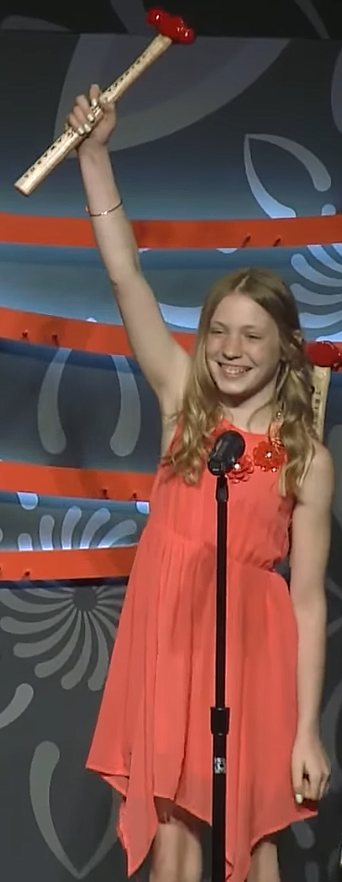
Старшая сестра — Изабель Лишак на церемонии вручения Tribeca Disruptive Innovation 29 апреля 2016

2 апреля 2016 года девятилетняя Лишак брала интервью у местных полицейских по поводу дела о вандализме. Разговор был прерван экстренным вызовом. Подслушав сообщение в полицейском участке, Лишак выехала на велосипеде на место преступления и составила новостную заметку. Опубликовав её в интернете, она вернулась на место преступления и начала собственное расследование: поговорила с соседями и полицейскими, записала видеосюжет о произошедшем. Лишак стала первым журналистом на месте преступления и первой опубликовала текстовый материал об этом событии. «Благодаря своей работе я смогла держать жителей Селинсгроува в курсе этого очень важного события („подозреваемый в убийстве был школьным учителем на пенсии в Селинсгроуве, а пострадавший работал управляющим филиалом в местном банке“) за несколько часов до того, как мои конкуренты вышли на сцену», — писала Лишак в своей большой статье в лондонской газете The Guardian.
Освещение девочкой криминальных событий вызвало резко отрицательную реакцию жителей городка. Из-за этого родители были вынуждены даже начать фильтровать электронную почту дочери. Конфликт между Лишак и читателями привлёк внимание газеты The Guardian, которая посвятила ему несколько статей и опубликовала большую статью самой девочки.
Спустя некоторое время Хильда Лишак опубликовала в своей газете заявление в связи с широким распространением наркотиков в местной школе. Оно гласило: «Примечание для дилеров: ОСН [The Orange Street News] не запугать. Расследования по делу о наркотиках будут продолжаться». В подобных конфликтах отец девочки, в прошлом криминальный репортёр, отмечал для себя её профессионализм. Он вспоминал: «Я сказал ей принять это как настоящий комплимент… Они относятся к тебе как к настоящему репортёру».
Первоначально Лишак освещала только новости своего квартала, но затем расширила границы публикаций до окрестностей городка. Она стала получать информацию по электронной почте, но чаще всего ездила на велосипеде, спрашивая людей, не слышали ли они что-нибудь странное. О содержании сюжетов газеты журнал Forbes писал: «[Orange Street News] продолжает освещать истории о кражах, наркотиках, снежных бурях и даже о пропавшем коте». Журналистская деятельность девочки привлекла внимание таких крупных англоязычных изданий, как британская The Guardian, американские Columbia Journalism Review, The Washington Post (статью о девочке в этой газете написал обладатель Пулитцеровской премии за 2008 год Том Джекман), The Washington Post, New York Times. Она сама опубликовала большие статьи в таких солидных изданиях, как нью-йоркский еженедельный новостной журнал Newsweek и крупнейшая британская газета The Guardian.
В 2016 году тираж The Orange Street News достиг 500 экземпляров, а интернет-аудитория — сотен тысяч подписчиков. К 2017 году цена на издание увеличилась до 20 долларов за годовую подписку. Девочка использовала часть денег, чтобы платить зарплату своей 13-летней старшей сестре (25 долларов в неделю). Лишак обучалась на дому и всё своё время проводила в поисках тем для репортажей. «Она уходит утром, и мы не видим её до полудня», — жаловался её отец. Семья отправляла Лишак в лагерь на несколько недель каждое лето, чтобы она отдыхала и делала перерыв в работе.

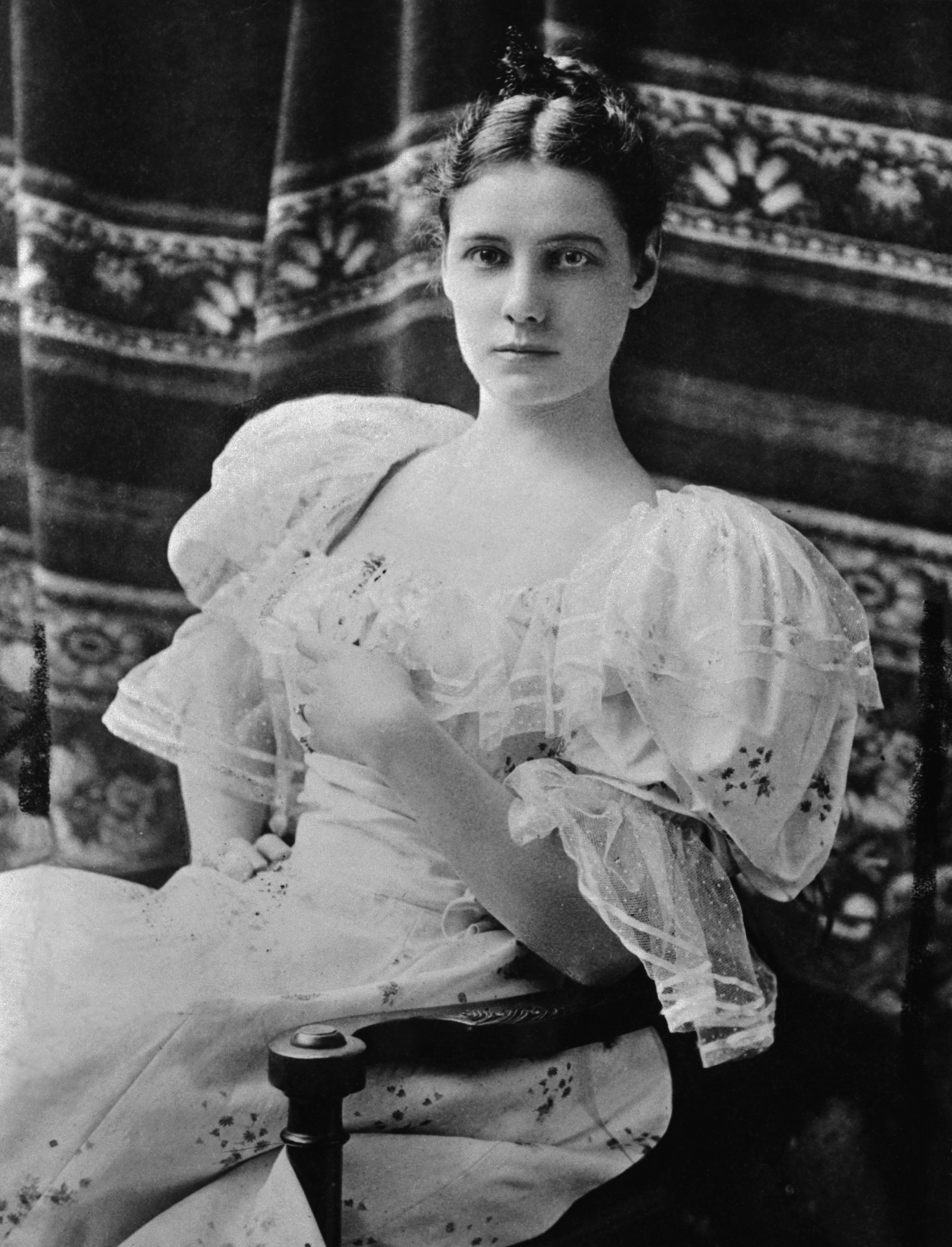
Нелли Блай в 21 год, 1888

Скандальная слава привела Лишак в ряды профессиональных репортёров. Девочка вступила в Общество профессиональных журналистов и получила вместе со старшей сестрой Изабель премию Tribeca Disruptive Innovations за издание газеты The Orange Street News. Сестра Хильды, 12-летняя Изабель Лишак, была признана самой молодой колумнисткой в США, получающей зарплату за журналистскую деятельность.
В начале 2019 года семья Лишак переехала на время в другой небольшой американский городок — Патагонию в штате Аризона. Патагония находится примерно в 20 милях к северу от границы с Мексикой. Семья объяснила переезд своим желанием дать Лишак и её сёстрам новый «опыт» (англ. «experiences») в другой части страны. До этого в своих путешествиях семья побывала в Патагонии и полюбила это место. Четверо детей с родителями и собака проживали там в модифицированном трейлере. В июле 2019 года семья приняла окончательное решение переехать из Селинсгроува в Патагонию.
Своими кумирами в журналистике Лишак считала в это время отца и Нелли Блай, сообщившую общественности о коррупции в психиатрической больнице и плохом обращении с пациентами. Для этого Блай притворилась сумасшедшей и сама проходила лечение в психиатрической больнице.

## Личная жизнь в годы увлечения журналистикой
В начале карьеры журналиста Лишак увлекалась творчеством исполнительницы в стиле кантри-поп Тейлор Свифт и устройством интерьеров для куклы Барби. В 2016 году репортёр New York Magazine, побывав у Лишак в гостях, описывала кукольные домики, гараж, торговый центр, конюшню и игрушечный круизный лайнер. Девочка любила возиться с собаками Арчи и Бисмарком, которые принадлежали семье. Её стандартная репортёрская экипировка включала намеренно закрывающие лицо светлые волосы, белое вязаное платье, жилет в горошек без рукавов, джинсы и чёрные сандалии. Девочка также брала с собой голубую сумку и велосипед.
Девочка писала в 2016 году в британской газете The Guardian:

Дело в том, что я люблю играть с куклами и устраивать чаепития. Я также думаю, что гоночные автомобили действительно крутые! Взрослые не должны считать, что ребёнок, мальчик или девочка, должен делать что-то одно или другое. Дети могут делать исключительные вещи и при этом оставаться детьми! Всем, кто поддерживал меня (а их было много), — огромное спасибо! Тем из вас, кто предпочёл бы, чтобы я осталась дома и играла в чаепитие, я говорю это: «Да, я — девятилетняя девочка. Но я — репортёр, в первую очередь я сообщаю новости. И пока в Селинсгроуве есть новости, о которых я стану рассказывать, я буду стараться изо всех сил сообщать людям факты. И с теми из вас, кто считает, что мне нужно заняться своим [„детским“] делом, я готова заключить сделку. Вы отрываетесь от своего компьютера и делаете что-то, чтобы остановить преступления в моём городе, тогда я перестану сообщать о них. До тех пор я буду продолжать делать свою работу»— Хильда Лишак. Да, я — девятилетняя девочка, но я ещё и серьёзный репортёр
В интервью для интернет-издания Brit + Co Лишак заявила, что её «любимая тема — это преступление. Моя вторая любимая тема — это преступление. И моя третья любимая тема — это преступление! Раскрытие преступления похоже на решение гигантской движущейся головоломки. Работа журналиста, занимающегося криминальными расследованиями, может быть лучшей работой в мире». С другой стороны она подошла к этой теме в интервью газете New York Daily News, в котором она заявила: «Я никогда не брала интервью в тюрьме… Однажды я хочу это сделать».
Лишак заявила журналу Columbia Journalism Review в 2015 году, что, когда вырастет, вместо того, чтобы работать корреспондентом в газете, хочет иметь своё собственное издание («Я хочу, чтобы однажды она [газета] стала такой же крупной, как Daily News»).

## Общественная деятельность

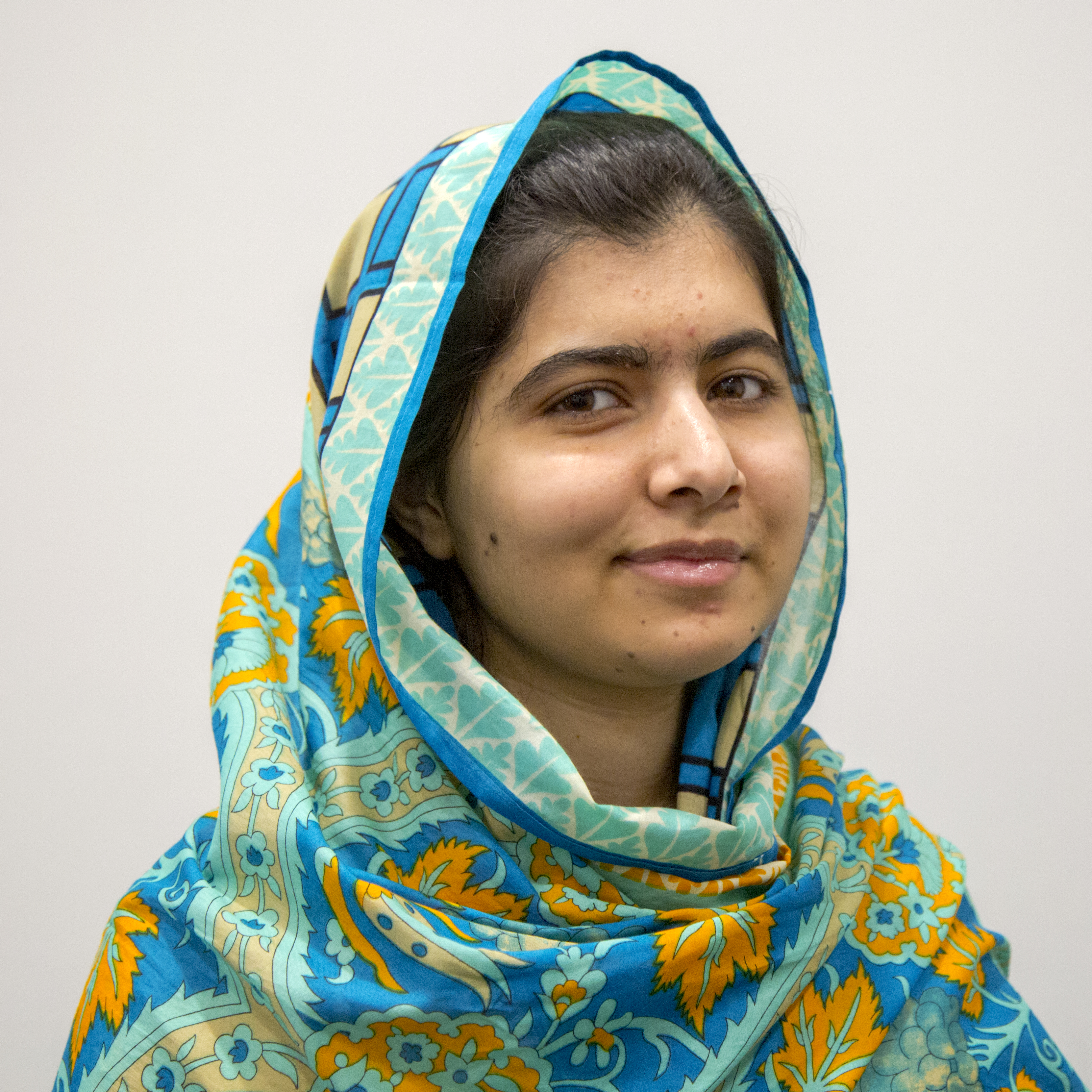
Малала Юсуфзай в 2015 году

«В городе много людей, которым она не нравится, — утверждал в 2017 году отец журналистки, — Они хотят, чтобы она писала рассказы о парадах и рекламировала город. Но нет, Хильда хочет сообщать о преступлении и скандале…». После встречи и интервью с лауреатом Нобелевской премии мира Малалой Юсуфзай Хильда Лишак пожертвовала благотворительной организации Malala Fund, которая борется за бесплатное и качественное образование для девочек, месячный доход The Orange Street News от рекламы.
Лишак знает мнение рядовых граждан США о средствах массовой информации в настоящее время,[уточнить] но не разделяет его. В интервью американскому изданию она сказала: «Говорят, это умирающая индустрия! Я понимаю, почему люди так думают… например, люди больше не покупают газеты. Или сколько газет пришлось закрыть, а те, которые остались, сократили штаты. Будущее [журналистов], говорят, мрачно. Мне говорили, что я должна найти другую работу… Я не только думаю, что эти люди неправы, но и верю, что будущее для журналистов никогда не было более светлым… Лучшие дни журналистики не в прошлом. Они только начинаются». Хильда Лишак сослалась на собственный опыт: имея одну сотрудницу и отказавшись от рекламы, девочка сумела вывести свою газету на самоокупаемость и регулярно получать прибыль от печатного издания, несмотря на дублирование информации из него на своём сайте. Главной проблемой, по её мнению, является отсутствие доверия обывателей прессе. Она предлагает два решения этой проблемы:
- Статья должна содержать ответы на шесть вопросов: «кто, что, где, почему, когда и как».
- «Я стараюсь никогда не высказывать своё мнение в моих новостных статьях и сообщать только факты».

Одна из тем журналистки — безопасность южных границ США. Она выехала в приграничный штат и записала видеоролик, в котором опросила местных жителей и лично проверила безопасность государственной границы. «Я в Мексике», — заявила она в финале передачи, когда перелезла через неохраняемый забор.

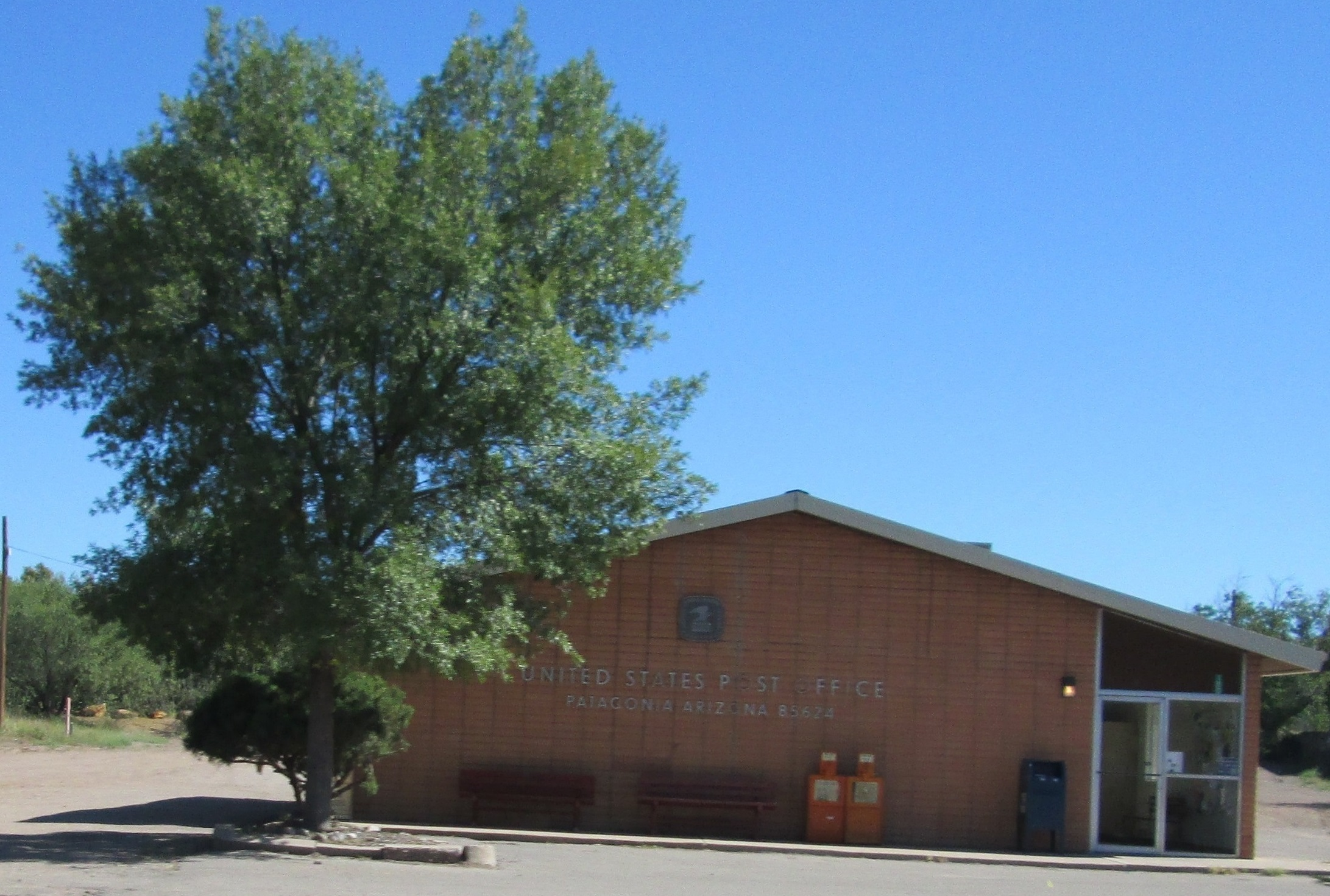
Здание почтового отделения в Патагонии, 2014

Девочка выступает за право ребёнка на самостоятельность: «Я думаю, что многие взрослые говорят своим детям, что они могут сделать что угодно, но в конце концов, на самом деле, не позволяют им делать ничего». 18 февраля 2019 года на YouTube-канале The Orange Street News появилось видео «Издателю OSN Хильде Лишак угрожают арестом». Хильда Лишак ехала на велосипеде, когда её остановил служитель закона и попросил представиться. Девочка назвала имя, издание, в котором работает, и номер телефона. Сотрудник правоохранительных органов в штате Аризона маршал Джозеф Паттерсон запретил ей ехать дальше, так как там якобы видели пуму. Он также заявил, что девочка его обманула, сказав, что едет к друзьям (по другой версии, Паттерсон сказал, что «арестует её за неповиновение своему приказу и езду на велосипеде не по той стороне дороги»). Маршал стал угрожать ей. Лишак записала угрозы и опубликовала в интернете.
Паттерсон утверждал, что девочка не имеет права публиковать в сети видео с его участием. Он обвинил её во лжи и угрожал ей арестом (журнал Forbes и газета The Washington Post писали, что Паттерсон «угрожал тюрьмой» девочке). Этот инцидент привлёк внимание мировой прессы. В беседе с сотрудниками агентства Associated Press Паттерсон настаивал, что после публикации видео в сети он получил множество анонимных сообщений и звонков, ему угрожали убийством. В конце концов мэр города Патагония Андреа Вуд принесла девочке извинения, ссылка на ARS 13-2401 была удалена с сайта города.

## Внутренний кризис и отказ от журналистики
В 2020 году Хильда Лишак приняла решение прекратить издание газеты. Девочку тяготило, что её воспринимают исключительно как юную журналистку. У Лишак началась депрессия. Самым большим разочарованием, по её словам, были истории, в которых она так и не смогла найти разгадку, или для которых ей не удалось собрать достаточно подтверждённой информации с целью публикации, хотя она была убеждена в их правдивости. В интервью Лишак говорила: «Это то, что грызло меня и тогда, и сейчас». Отрицательные отклики на свои репортажи девочка воспринимала, как тяжёлые удары. «Наше самовосприятие, то, как мы воспринимаем себя, может формироваться окружающими, если мы не верим в себя», — утверждала Лишак. Средства массовой информации создали образ вундеркинда с идеальной жизнью. Но реальность была совсем другой. Внешне её жизнь действительно казалась идеальной, однако она утверждала: «я чувствовала, что что-то возникает во мне. Что-то незнакомое и тёмное». Внешне это проявлялось «в трудностях с контролем пищевых привычек», в депрессии и ощущении своей изоляции от окружающих.
Достаточно сложно складывались отношения девочки с полицией и местной властью. Многие запросы, которые делала Хильда Лишак, касались открытой для широкой аудитории информации, но она либо не получала ответ совсем, либо полученный ответ был неверным. Это наводило девочку на мысль, что власти, в частности окружной прокурор, сознательно пытаются увести её в сторону от правильного пути и усложнить ей решение поставленной задачи. Ответы прокурора, как казалось Лишак, были направлены «на защиту сильных мира сего».
Во время одного из разговоров с родителями Хильда Лишак заявила, что не хочет жить. Впоследствии она писала: «Это был не первый раз, когда я об этом подумала… но это был первый раз, я сказала это вслух». Вскоре после этого Лишак начала консультироваться с психологом, который помог ей вернуть ощущение собственной идентичности и самооценку. Она рассказывала, что достигнутая победа над депрессией вовсе не была «волшебным включением / выключением, когда ты просыпаешься и думаешь: „О, я больше не в депрессии“». Это был сложный и долгий процесс, «в котором если ты притворяешься, что ты в порядке, то в конечном итоге станет хуже». Лишак отмечала, что ей очень помогли постановка новых целей и борьба за их достижение, возможность наслаждаться «небольшими радостями», а также новые увлечения — актёрское мастерство, кинопроизводство и попытка сделать карьеру в науке.
В августе 2022 года Хильда Лишак опубликовала в издательстве Chicago Review Press книгу «Записки Хильды. Воспоминания маленького криминального репортёра» (англ. «Hilde on the Record. Memoir of a Kid Crime Reporter»). В ней девочка рассказывает о собственных расследованиях, написанных и изданных книгах, о своих приключениях, а также раскрывает тайны своей жизни, неизвестные до этого широкой публике — например, как ей было неловко после публикации репортажа о покушении на убийство первой степени узнать, что дочь жертвы учится в одном с ней классе. В книге Лишак даёт ценные советы начинающему журналисту, рассказывает о значении свободной прессы. Читателей впечатлило мужество Лишак, рассказавшей на страницах книги о своих личных проблемах — ночном недержании мочи в возрасте 8 лет, вызванном смертью её бабушки и дедушки, о недавнем нарушении питания, о борьбе с депрессией и суицидальными мыслями. По мнению литературного критика, уязвимость автора составляет суть книги и, вероятно, привлечёт к ней читателей не только из числа обладателей журналистских амбиций. Лишак пишет, что с помощью психолога смогла отделить свою личность от «внешних достижений». «Она [консультант] помогла мне понять, что я боялась прекратить издание газеты, так как думала, что это то, что делает меня особенным человеком. Кем бы я была без неё? Просто каким-то скучным, средним человеком? Кто тогда меня будет любить?» На момент издания книги никто в её новой школе ничего не знал об этапе её жизни, связанном с журналистикой. «После многих лет освещения [в своей газете] историй других людей, — отмечает Хильда Лишак, — я чувствую, что моя собственная только начинается». В другом интервью девушка утверждала: «я тихий и замкнутый человек, поэтому работа в газете дала мне возможность поговорить с людьми, с которыми в противном случае у меня не было бы причины разговаривать… Но у меня есть много других увлечений, помимо репортажей и сочинительства, и есть много вещей, которыми я хочу заниматься. Я могу подумать о том, чтобы стать инженером или режиссёром… Сейчас я просто пытаюсь закончить среднюю школу, не сойдя с ума!».
Хильда Лишак настаивала в одном из интервью, что современное американское общество не воспринимает всерьёз молодёжь, а особенно девушек и даже женщин. С помощью последней книги она надеется убедить других подростков быть смелыми и стремиться к осуществлении своей мечты. По её мнению, дети могут добиться поставленной перед собой цели, независимо от возраста и пола. Себя она считает типичным представителем подростков своего возраста, но утверждает, что ей повезло — родители дали ей бо́льшую свободу, чем та, которую привыкли получать другие дети.

## Литературная деятельность

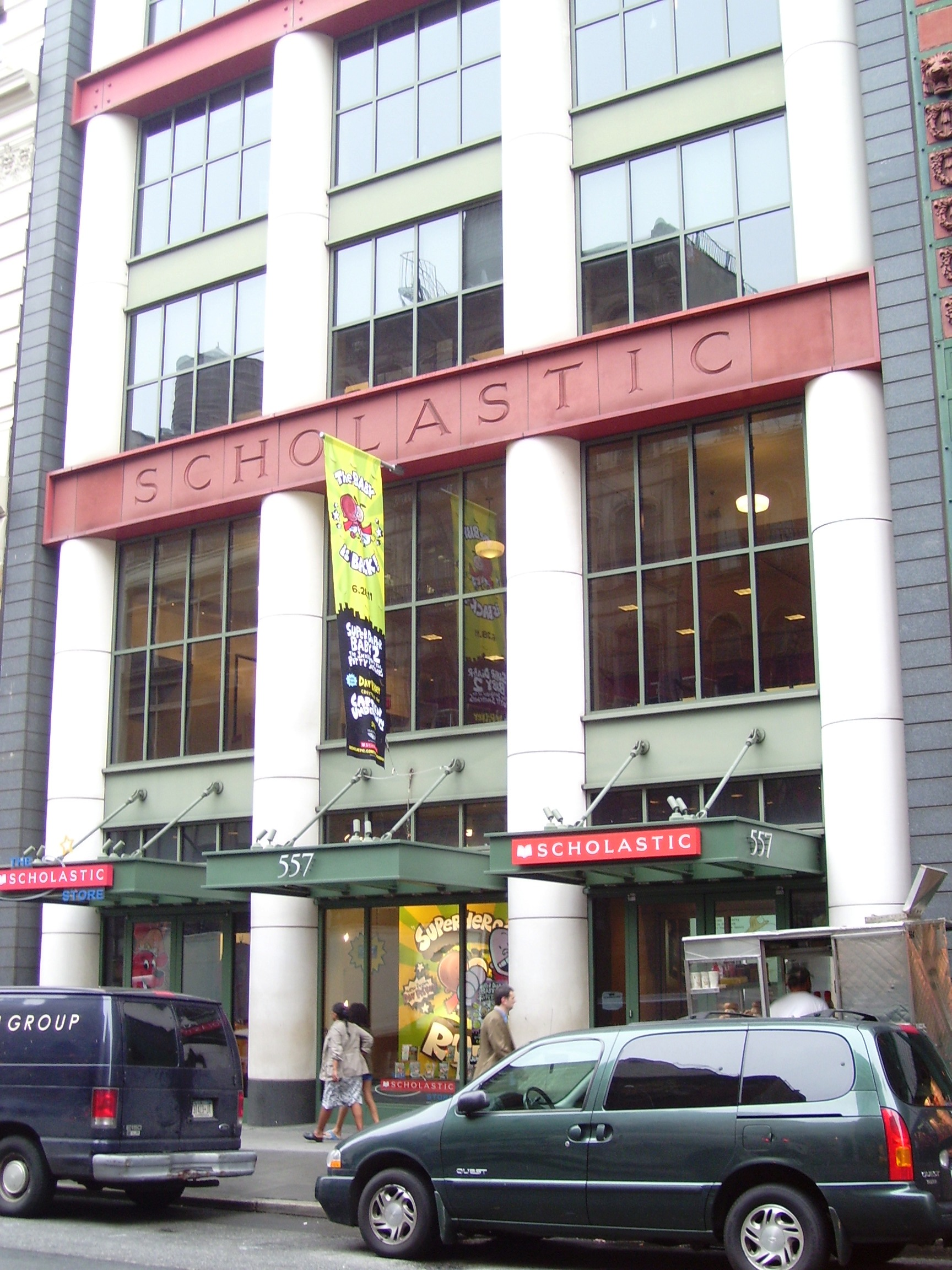
Офис издательства Scholastic в Нью-Йорке

В 2020 году кинокритик российского общественно-политического интернет-издания «Газета.Ru» сравнивал Хильду Лишак с Билли Айлиш и Гретой Тунберг, отмечая, что до наступления пандемии именно девочки были «главными героинями мира». Хильда Лишак стала кумиром сверстников, а её семья заключила несколько коммерческих контрактов, связанных с творческой деятельностью дочери. В частности, девочка вместе с отцом стала выпускать детские книги о своих приключениях. Они выходили в серии «Хильда раскрывает дело» (англ. Hilde Cracks the Case) в нью-йоркском издательстве Scholastic. Договор был заключён, по данным СМИ, на четыре книги, всего вышло шесть книг. Книги предназначены для детей от 5 до 8 лет, которые интересуются чтением, но ещё не готовы к восприятию более взрослой литературы. «Дети на этом уровне должны развивать свою усидчивость и беглость в чтении», — утверждала представительница издательства. Специалист по развитию фондов в Публичной библиотеке города Парма в штате Огайо и преподаватель Школы информации в Государственном исследовательском университете в Кенте Мэри Шрайбер в книге «Партнёрство с родителями: повышение уровня грамотности [детей] всех возрастов» писала о первом томе серии книг Хильды Лишак: «Хильда Лишак — юная писательница, пишущая вместе со своим отцом-репортёром. Их сериал „Хильда раскрывает дело“ относится к детективному жанру, а персонаж Хильда — ребёнок-репортёр и разгадыватель тайн».

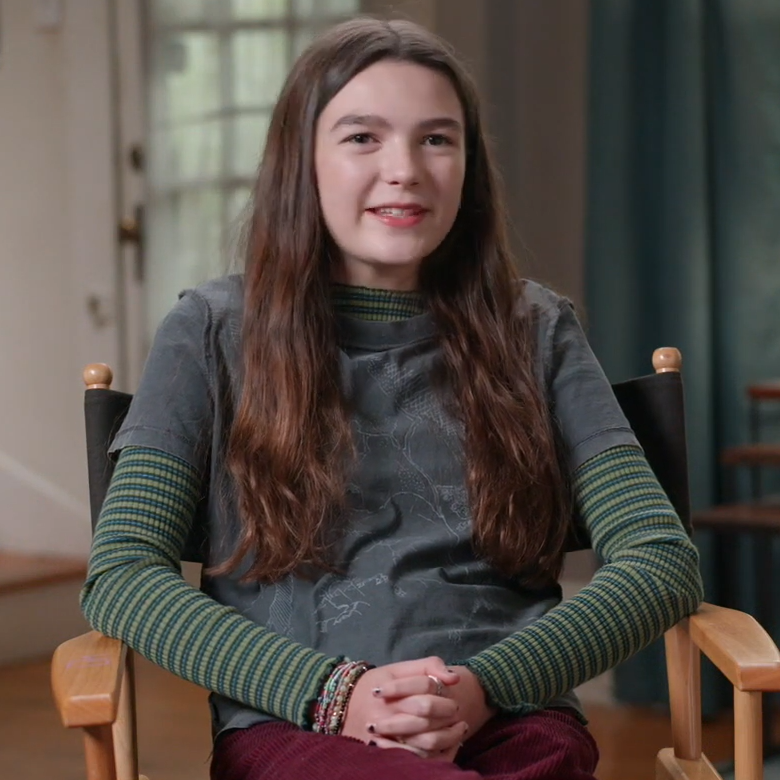
Бруклин Принс в 2024 году

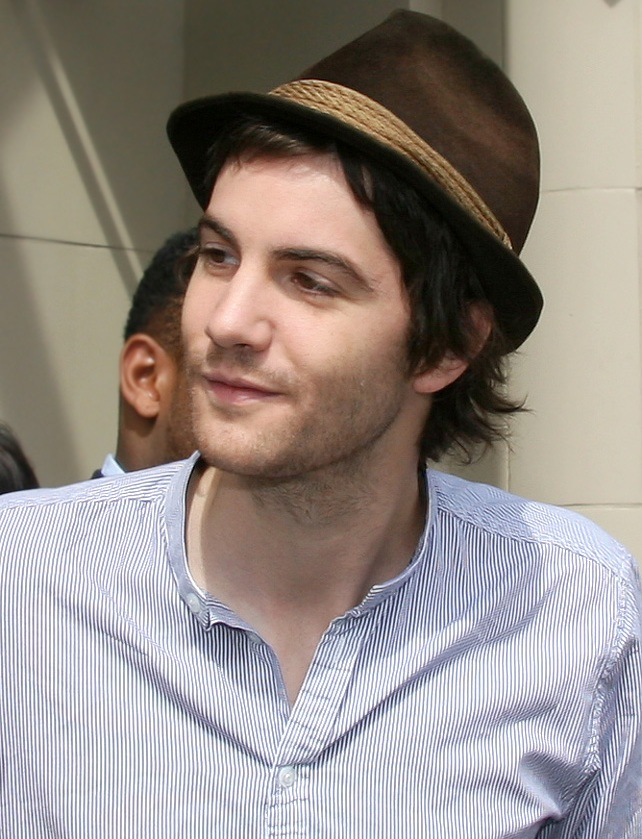
Джим Стёрджесс

Карьерой юной журналистки и писательницы заинтересовались киностудии. Был снят сериал «Домой до темноты» (другой перевод — «Вернуться засветло») по мотивам её расследований. В 2016 году американские студии Paramount Television и Anonymous Content купили права на экранизацию серии книг, которые Хильда Лишак написала в соавторстве с отцом. В 2018 году был проведён кастинг на главные роли. На роль Хильды была выбрана юная актриса Бруклин Принс, на роль её отца — британский актёр Джим Стёрджесс. Режиссёром первых серий был утверждён Джон М. Чу.
Производство сериала началось 13 июня 2018. Первый сезон состоял из 10 серий. Сценарий был создан, отталкиваясь от реальных событий и персонажей, но для создания сюжетной интриги и мрачной атмосферы отчуждения в маленьком провинциальном городке были добавлены вымышленные персонажи, обстоятельства и детали. Съёмки сериала начались в Ванкувере 12 ноября 2018 года и завершились 15 апреля 2019 года. В январе 2020 года было принято решение о создании второго сезона сериала.
9-летняя исполнительница главной роли Бруклин Принс и уже 13-летняя к тому времени Хильда Лишак, рассказывая о сериале, заявили, что это фильм, в котором нуждается сейчас каждый. Лишак утверждала, что он может тронуть не только девочек, но и девушек, а также взрослых людей. Газета The Times организовала в условиях пандемии COVID-19 видеоконференцию, в ходе которой Хильда Лишак взяла онлайн-интервью у Бруклин Принс. Принс рассказала, что, получив сценарий фильма, влюбилась в него с самого начала. Девочка создала в своём сознании образ главной героини, ориентируясь на Лишак, но добавив в него некоторые собственные черты. Российский кинокритик Владимир Воронков писал: «Экранная Хильда пишет куда литературнее своего прототипа и вызывает гораздо больший резонанс, собирая 24 страницы комментариев под первой же публикацией. Реальная предпочитает сухую фактологию… The Orange Street News — это невероятно уютное чтиво, где тексты про закрытие местной кофейни из-за коронавируса соседствуют с заголовками „В Патагонии замечен бигфут?“».
Работа над вторым сезоном сериала была приостановлена в связи с пандемией COVID-19 и возобновилась в сентябре 2020 года. В июне 2021 года второй сезон вышел на экраны. В центре сюжета оказались экологические проблемы провинциального американского городка и борьба юных героев против могущественной корпорации, причастной к их появлению. Создатели сериала также затронули проблемы отношения подчинённых к афроамериканке, наделённой властными полномочиями, в местности с традициями белого расизма.

## Признание и награды
В 2015—2019 годах деятельность девочки привлекла внимание крупных англоязычных изданий: британской The Guardian, американских Columbia Journalism Review, The Washington Post (статью о девочке в этой газете написал обладатель Пулитцеровской премии за 2008 год Том Джекман), New York Times, российских «Коммерсантъ» и «Огонёк». Сама она опубликовала развёрнутые статьи в таких солидных изданиях как нью-йоркский еженедельный новостной журнал Newsweek и британская газета The Guardian.
Лауреат премии Национальной ассоциации чернокожих журналистов Марин Коган на новостном сайте The Cut американского светского журнала New York Magazine назвала Хильду Лишак «редким ярким пятном в мрачном медийном ландшафте». В мае 2019 года юной журналистке была предоставлена честь выступить с 13-минутной речью перед выпускниками и преподавателями престижного Колледжа средств массовой информации Рида университета Западной Виргинии. Это событие отметили крупные новостные и аналитические средства массовой информации. Речь девочки была включена в сборник 45 лучших выступлений подростков, изданный американской писательницей, оратором и активистом Адорой Свитак.
Девочка была удостоена ряда национальных наград за вклад в журналистику:
- 2016 Tribeca Disruptive Innovations вместе со своей старшей сестрой за издание газеты The Orange Street News[12].
- 2019 Junior Zenger Award от Аризонского университета (первая обладательница, приз для юного журналиста учреждён специально для Хильды Лишак[4]) юному журналисту, борющемуся за свободу прессы и право людей на информацию. На вручении награды девочке была предоставлена возможность выступить перед преподавателями и студентами университета[48].

## Оценка журналистской деятельности Хильды Лишак в научной литературе
В 2019 году в издательстве Routledge вышел сборник научных статей «Журналистика, гендер и власть». Одна из статей этого сборника, «Будьте милыми, играйте в куклы и посещайте чаепития. Журналистика, девушки и власть», принадлежит исследователю феминизма Синтии Картер. Характеризуя The Orange Street News, Картер оценивает её как «полноцветную четырёхстраничную гиперлокальную газету, доступную в печатной (ежемесячной) и онлайн-форме». Она обращает внимание на оценку ранней карьеры Хильды Лишак американским журналистом Джо Помпео, сотрудником профессионального журнала Columbia Journalism Review. Так как газета девочки является практически единственным местным новостным изданием, то у горожан, желающих следить за местными событиями, по мнению Джо Помпео, нет другого выбора, кроме как читать статьи, написанные 8-летней девочкой. Возраст, пол, цвет волос и веснушки в совокупности с желанием заработать на публикациях подрывают в его глазах авторитет Лишак как журналиста. Помпео, как отмечает Синтия Картер, ставит под сомнение достижения Лишак, но он же пишет, что The Orange Street News вполне может превратиться в нечто значимое. Сама Картер утверждает, что частично проблема с возрастом и полом Лишак связана со скептицизмом Помпео в отношении гиперлокальных газет, которые он считает не совсем правильной журналистикой, так как они фокусируются только на местных новостях, редко являющихся важными. Действительно, The Orange Street News освещала новости об убийствах, кражах со взломом, пожарах, торнадо и так далее. Помпео утверждал, что ориентация на освещение подобных повседневных событий в маленьком городке и использование газеты как способа обогащения свойственно женщинам-журналистам. Всё же, что выходит за эти рамки, по мнению Помпео, является отражением навыков, знаний и профессионального опыта отца девочки, который обеспечивает The Orange Street News соблюдение определённых стандартов подлинной журналистики. Подводя итоги анализу статьи Помпео, Синтия Картер сделала вывод: автор статьи в Columbia Journalism Review разделяет статьи на «серьёзные / объективные / мужские» и «тривиальные / субъективные / женские». Для Помпео The Orange Street News слабо отличается от других гиперлокалов, которые обозначаются им как «женские». Отличие же он видит только в том, что, так как статьи в этой газете написаны и опубликованы девочкой, поэтому они «обычно короче, чем ожидаешь увидеть в профессиональном сообществе».

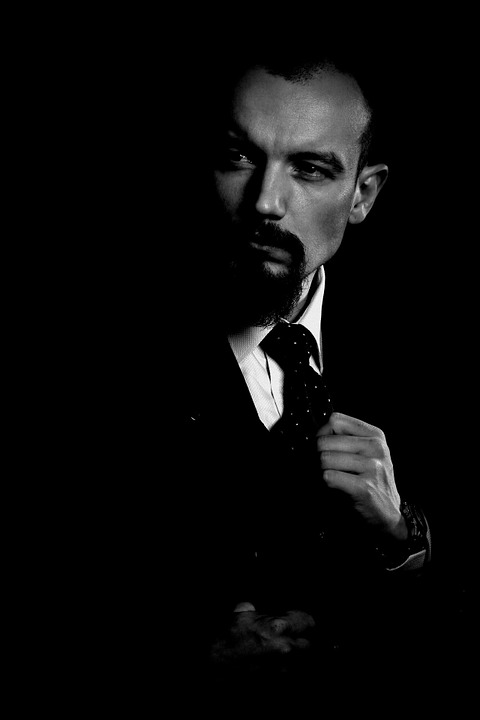
Торстен Паттберг в 2014 году

Анализируя деятельность Хильды Лишак и ещё одной девочки Маэло Мэннинг на поприще журналистики, Синтия Картер считает важной задачей выявление и других фактов внесения девочками определённого вклада в развитие гражданского общества и критику на основе этих фактов высказываемой Джо Помпео теории гендерной бинарности в журналистике. Деятельность Хильды Лишак и Маэло Мэннинг даёт, по мнению Картер, два примера, которые могут не только стимулировать дальнейшие исследования публичной активности девочек, но и способствовать решению задач гендерных справедливости и равенства.
Дафна Лемиш в книге «Международный справочник Routledge по детям, подросткам и средствам массовой информации» (2022), вышедшей в издательстве Taylor & Francis, отметила вслед за Синтией Картер, статью которой она упоминает, что отдельные девочки участвуют в издании новостей и даже политических комментариев. В качестве примеров она приводит не только 7-летнюю американку Хильду Лишак и 10-летнюю британку Маэло Мэннинг, но и 12-летнюю палестинку Джану Тамими, освещавшую палестино-израильский конфликт. В каждом из этих случаев девочки осознавали, что многие считали их деятельность необычной не только для их возраста, но и для пола, бросающей вызов стереотипам «подходящих» для девочки интересов и поведения.
Немецкий философ и культуролог из Пекинского университета Торстен Паттберг в книге «Прискорбная зависимость. Цензуры нет» (2019) посвятил Хильде Лишак целую небольшую главу. Паттберг утверждал, что интерес крупных западных периодических изданий к деятельности Хильды Лишак говорит только об одном: «к „журналисту“ предъявляются абсолютно нулевые требования, за исключением того, что нужно поставлять сенсационные новости… не нужно ни общего образования, ни журналистского, ни прохождения ученичества, ни овладения ремеслом, ни [профессиональных] навыков — просто расхвалите любого человека, даже если это несовершеннолетняя девочка, и она обязательно станет тем, кем вы её назовёте — „журналистом“!» Автор книги обращал внимание, что подобная позиция газеты Guardian (Паттберг называет её «консервативной»), статью которой он анализирует, — «всего лишь плагиат», так как «большинство других левых средств массовой информации» называли Хильду Лишак журналисткой, издателем и репортёром ещё раньше.
Доцент кафедры журналистики факультета медиа и журналистской деятельности Университета Блумсберга Джон-Эрик Кословски в статье «Создание более конкурентной новостной среды» в сборнике «Проблемы современной американской журналистики», вышедшем в 2023 году в издательстве Routledge подверг краткому анализу журналистскую деятельность отца Хильды Лишак в годы его молодости. В возрасте 20 лет тот руководил еженедельником The Danvillian, который то появлялся на время, то исчезал из списка периодических изданий. Мэттью Лишак, по словам автора статьи, мечтал заняться журналистскими расследованиями. Статьи Мэттью привлекали внимание читателей и вызывали беспокойство конкурентов-журналистов, но его репортажи-разоблачения часто оказывались несостоятельными. В связи с оценкой деятельности отца автор статьи вспоминает и Хильду Лишак: её подвиги в качестве смелого ребёнка-издателя новостей привлекли к ней внимание всей страны и вдохновили сериал Apple TV+ «Домой до темноты».